# Procession de Wiedenbrück

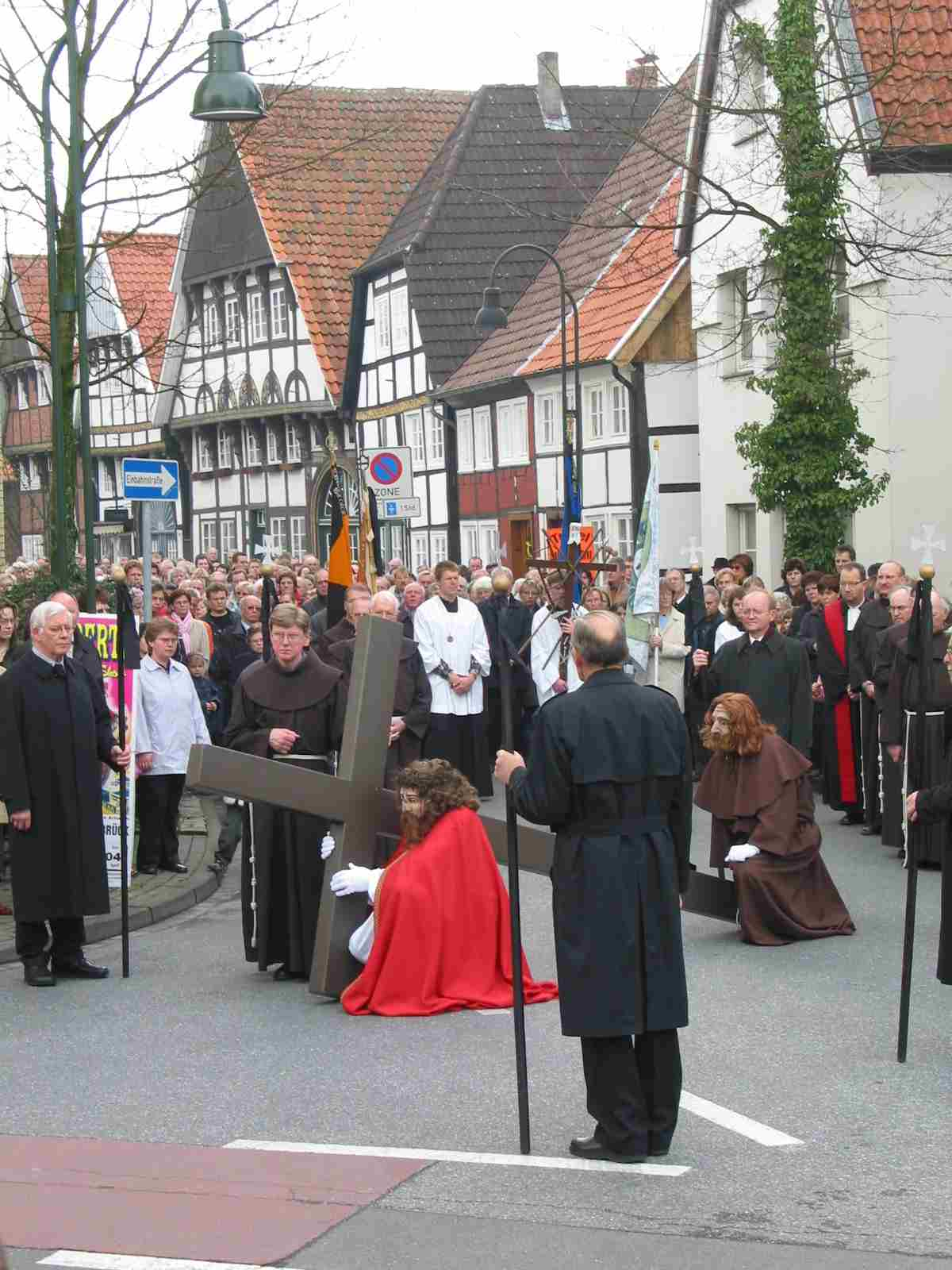
Portement de Croix le Vendredi Saint à Wiedenbrück

La procession ou le chemin de croix de Wiedenbrück (Wiedenbrücker Kreuztracht) est une procession religieuse qui se tient chaque Vendredi saint à Wiedenbrück en Allemagne. Cette bourgade de Westphalie appartenant à la commune de Rheda-Wiedenbrück accueille donc un chemin de croix figurant le Christ portant sa Croix, jusqu'au Golgotha, à travers les rues de la petite bourgade.
Ce chemin de croix fameux dans la région a été organisé pour la première fois par les franciscains du couvent franciscain de Wiedenbrück en 1663. Ils continuent toujours à l'organiser de nos jours sans interruption depuis lors (sauf pendant quelques années de la Seconde Guerre mondiale).
Les personnages sont représentés par des habitants de la commune, qui veulent accomplir ainsi une démarche pénitentielle. Ils figurent Jésus, la Vierge Marie, Ponce Pilate, Simon de Cyrène, les soldats romains, le peuple de Jérusalem, etc. d'après le récit de la Passion selon saint Jean et l'Évangile selon Matthieu. Des chants traditionnels y sont chantés comme le Stabat Mater, le Vexilia Regis et des cantiques allemands. Le départ se fait à l'église paroissiale catholique Saint-Gilles (St. Ægidius).
La communauté syriaque-orthodoxe qui est présente dans la région depuis quelques années, avec la paroisse Saint-Jean de Wiedenbrück, est largement active à cet événement annuel qui est l'un des nombreux hauts moments de la Semaine sainte en Allemagne, comme dans d'autres pays d'Europe.

## Source
- (de) Cet article est partiellement ou en totalité issu de l’article de Wikipédia en allemand intitulé « Wiedenbrücker Kreuztracht » (voir la liste des auteurs).